# Западные Карпаты
За́падные Карпа́ты — наиболее высокая и широкая часть Карпат в Чехии, Словакии, Польше, Венгрии. Длина около 400 км, ширина свыше 200 км, высота до 2655 м (Герлаховский Штит в Татрах).
Горы состоят из нескольких хребтов и изолированных массивов, имеющих общее направление с юго-запада на северо-восток.
На севере тянутся средневысотные хребты Западных Бескид. Центральная часть Западных Карпат состоит из ряда высокогорных и среднегорных массивов (Высокие Татры, Низкие Татры, Большая Фатра и др.), составленных преимущественно гранитами, гнейсами и другими кристаллическими породами, а также известняками, и разделены глубокими впадинами. Для верхней части гор характерны альпийские формы рельефа, ледниковые озёра.
Южную часть Западных Карпат образуют средневысотные плоскогорные массивы, составленные как кристаллическими так и вулканическими породами и известняками (Словацкие Рудные горы, Штьявницке Врхи, Бюкк, Матра и др.).
На нижних частях склонов широколиственные и смешанные леса (преимущественно дубовые и буковые), на северных склонах и в среднегорных зоне Западных Карпат — смешанные и хвойные, в высокогорьях — альпийские луга.
В заповедниках сохраняются лесная флора и фауна (медведь, благородный олень, косуля, кабан, волк, рысь и др.). Крупнейший из охраняемых объектов — Татранский народный парк.